# Microsoft Paint

Microsoft Paintbrush 4 für DOS

Paint unter Windows 2.03

Paintbrush unter Windows NT 3.51 SP 5

Paint unter Windows XP SP 3

Microsoft Paint (MSPaint.exe, auch Paint genannt, früher Paintbrush) ist eine in Microsoft Windows integrierte Grafiksoftware, die eine einfache Erstellung und Bearbeitung von Rastergrafiken erlaubt.
Paint existiert schon seit der ersten Version als Bestandteil von Windows. Lediglich für Windows 3.x wurde Paint durch Microsoft Paintbrush ersetzt. Es handelt sich um eine lizenzierte Version von PC Paintbrush der Firma ZSoft, das zuvor im Paket mit der Microsoft-Maus vertrieben wurde. Für Windows 95 wurde Paint dann nach dem Vorbild von Paintbrush vollständig neu programmiert und ist ab dem Zeitpunkt wieder Bestandteil von Windows. Seit Windows 7 ähnelt Paint wieder der ersten ursprünglichen Version.
Im Juli 2017 erklärte Microsoft das Programm für veraltet. Die Integration in künftige Updates von Windows 10 und gar eventuelle neue Versionen von Windows galt als fraglich.
Es sollte aber im Microsoft Store weiter angeboten werden. Im Mai 2019 wurden im Zuge des Mai 2019 Update (19H1) jedoch neue Funktionen hinzugefügt und der Hinweis auf die baldige Verschiebung der App in den Microsoft Store entfernt. Microsofts Senior Programm Manager Brandon LeBlanc äußerte sich daraufhin dahingehend, dass Paint bis auf weiteres doch in Windows 10 bleiben werde.

## Versionen
- Paint von Windows 1.0 und Windows 2.x ist schwarz-weiß und kann ausschließlich im eigenen MSP-Format speichern.
- Paintbrush von Windows 3.x hat eine andere Oberfläche, unterstützt Farbe und das damals neue BMP-Format. Text kann mit Effekten ausgestattet werden.
- Paint von Windows 95 wurde nach Vorbild von Paintbrush neu programmiert. Es unterstützt neben BMP auch die Dateiformate PCX und RLE. Die Zeichenfläche kann vergrößert werden, falls man versucht, ein Bild einzufügen, das größer ist als das Zeichenfeld. Die Möglichkeit, geschriebenen Text mit Effekten zu versehen, wurde nicht übernommen. Ein Bug im Schwarz-Weiß-Modus führt bei Verwendung der Spraydose zu Zeichnungen, ohne dass die Maustaste gedrückt wird.
- Paint von Windows 98 kann gleichzeitig in der Höhe und Breite strecken und zerren. Es unterstützt von sich aus nur noch BMP-Bilder, kann aber Office-Grafikkonverter für andere Formate benutzen.
- In Paint von Windows ME wurde die Nachfrage, die Zeichenfläche zu vergrößern, falls ein größeres Bild eingefügt wird, entfernt; die Zeichenfläche wird jetzt immer vergrößert. Es können erstmals Bilder im JPEG-Format gespeichert werden.
- Paint in Windows XP unterstützt standardmäßig die Formate JPEG, GIF, TIFF und PNG, welche vorher nur durch Installation von Office-Grafikkonvertern unterstützt wurden. Ein Bug dieser Version ist, dass Flächen in monochromen Bitmaps nicht mit einem Raster-Füllmuster aus der Farbpalette gefüllt werden können.
- Paint für Windows Vista bekam ein Redesign und einige neue Funktionen, wie z. B. Zoomfaktoren unter 100 %.
- In Windows 7 hat Paint das von Microsoft Office 2010 bekannte Ribbon-Interface und einige neue Funktionen und Form-Vorlagen bekommen.
- In Windows 8 und 10 wurde an Paint äußerlich nichts mehr geändert.
- In Windows 10 (Version 1703, Creators Update) entstand der Nachfolger Paint 3D für eine 3D-Bildbearbeitung. Die Unterstützung des originalen Paint wurde bis auf weiteres eingestellt.
- Im Windows 10 Mai 2019 Update (19H1) erhielt Paint überraschenderweise ein Update, das die Unterstützung der Tastatur zum Zeichnen hinzufügte.[4]
- In Windows 11 wurde Paint 3D wieder aus den vorinstallierten Programmen entfernt und Paint selbst wurde an das Windows 11-Design angepasst.[5]
- Seit Version 11.2304.17.0 gibt es einen Dark Mode.[6]
- Seit Version 11.2308.30.0 gibt es Ebenen in Paint.[7]
- Seit Version 11.2412.271.0 werden für Microsoft-365-Kunden KI-Werkzeuge auf Basis von Microsoft Copilot angeboten. Der Bildgenerator verwendet das DALL-E-Modell. Die Nutzung dieser Funktion ist je nach Abo limitiert und muss mit einem sog. KI-Guthaben beglichen werden. Zudem muss der Computer über einen Prozessor mit KI-Beschleuniger (Neural Processing Unit, NPU) verfügen.[8][9]

## Formate
Das Programm beherrscht das Laden und Speichern der Grafikformate Bitmap (.bmp), JPG, PNG, GIF, TIFF und  HEIF. Die alten Formate MSP, PCX und RLE werden in neueren Paint-Versionen nicht mehr unterstützt.
Bitmaps können monochrom, mit 16 oder 256 Farben oder mit 24-Bit-Farbtiefe sein und als JPG, GIF oder PNG gespeichert werden.

## Werkzeuge
An Zeichen-Werkzeugen stehen ein Zeichenstift, ein Füllwerkzeug, ein Radiergummi, eine Linienfunktion, eine Kurve mit zweimaliger Krümmung (kubische Bézierkurve), ein Ausschnittwerkzeug (rechteckig oder freihändig), eine Pipette zum Aufnehmen von Farbwerten, eine Lupe zur Vergrößerung oder Verkleinerung der Anzeige (seit Windows Vista zusätzlich in Form eines Schiebereglers, davor mithilfe wählbarer Vergrößerungs-Faktoren), ein Pinsel mit mehreren Optionen zur Strich-Ausführung, eine Sprühdose, ein Texteingabe-Werkzeug und verschiedene geometrische Figuren (Rechteck, Ellipse, Pfeile, Sterne) zur Verfügung.
Die Bestimmung der Breite von Linien und Umrissen erfolgt, indem vor dem Anwenden eines Werkzeugs in einer separaten Auswahl die Strichstärke eingestellt wird.
Es kann gewählt werden, ob mit geometrischen Werkzeugen erzeugte Flächen umrandet und mit Füllfarbe versehen werden oder nicht. Die Ränder und Füllungen können mit verschiedenen Texturen (Buntstift, Textmarker, Ölfarbe, Bleistift, Wasserfarbe) ausgestattet werden. Des Weiteren steht eine Farbpalette zur Verfügung, aus der mit der Maus die Vorder- und Hintergrundfarbe (1. und 2. Farbe) für das Werkzeug bestimmt werden kann. Beim Verschieben und Einfügen von Ausschnitten kann die 2. Farbe als transparente Farbe verwendet werden.
Paint erlaubt das Führen der Werkzeuge auch mit der rechten Maustaste, sodass die 2. Farbe als Vordergrund- und die 1. Farbe als Hintergrundfarbe verwendet wird. Vor Windows 7 konnte die Hintergrundfarbe noch mit der rechten Maustaste aus der Palette ausgewählt werden.
Es können Bildattribute eingestellt werden (Anzahl horizontaler und vertikaler Pixel), die in der Farbpalette vorgegebenen Farben können verändert, markierte Bildausschnitte gedreht werden (90 Grad-Winkel, kein freies Drehen). Stauchen und Strecken markierter Bereiche ist möglich, wobei beim Stauchen von Pixelgrafiken Details verloren gehen, während beim Strecken nicht nur das gewählte Detail, sondern auch die systembedingten umgebenden Darstellungsfehler vergrößert werden – es kommt deutlich zum Treppeneffekt.
Beim Abspeichern kann zwischen Bitmap-Formaten verschiedener Farbtiefe gewählt werden. Das Abspeichern in einer geringeren Farbtiefe führt oftmals zu ungewollten Farbverlusten, da beim Umwandeln ins 16- und 256-Farb-Format nur in Standardfarben konvertiert wird, ungeachtet der tatsächlich verwendeten Farben. Alternativ definierte Farbpaletten werden beim Speichern beibehalten, können aber in Paint nicht definiert werden. Beim Abspeichern im GIF-Format, auch von bestehenden Grafiken, werden in neueren Versionen nur wiederum andere Standardfarben unterstützt, einfarbige Flächen in anderen Farben (darunter alle von Paint vorgegebenen Farben) werden in (mit dem Füllwerkzeug nicht bearbeitbare) Punktraster umgewandelt, was auch zu deutlich größeren Dateien führt. Das PNG-Format hat dieses Problem nicht.
In frühen Versionen (Paintbrush) war es möglich, Objekte mit den Pfeiltasten der Tastatur pixelweise zu verschieben, ohne diese Möglichkeit wird eine pixelgenaue Ansteuerung nur mit einer entsprechend sensiblen Maus erreicht.

## Korrekturen
Paint behandelt im Bild befindliche Gebilde nicht als einzelne Objekte (Kreise, Rechtecke oder auch Texte), sondern – ähnlich einem Mosaik – als Ansammlung von Bildpunkten zu einer gesamten (Raster-)Grafik. Einmal angelegte Details können daher nicht mehr separat markiert und nachträglich verändert werden, sondern müssen – wie sonst eher von der Arbeit mit Papier und Bleistift vertraut – mit Werkzeugen wie dem Radiergummi oder durch Abdecken mit neuen Farbschichten beseitigt werden. Bei jedem Einsatz eines Werkzeugs speichert Paint zur Sicherheit den vorherigen Zustand der Grafik intern ab. Wird eine Operation durch den Nutzer rückgängig gemacht („Undo“), verwirft das Programm die Änderung und greift auf die Sicherung zurück. Die Sicherung erfolgte vor der Einführung von Windows Vista in Form des ganzen Bildes. Diese Methode unterscheidet sich von modernen Verfahren, welche nur Änderungen vermerken und gegebenenfalls zurücksetzen, und ist sehr speicherplatzintensiv, sodass höchstens drei aufeinander folgende Rückgangsschritte möglich waren. In neueren Versionen sind je nach Werkzeugeinsatz unterschiedlich viele Versionen abrufbar.